# 甲仙翁戎螺
甲仙翁戎螺（學名：Perotrochus chiasienus），是一種已滅絕的翁戎螺物種，化石發現自台灣高雄市甲仙區，目前僅在甲仙區出土。

## 外部連接
- 甲仙翁戎螺模式標本 （页面存档备份，存于） - 數位典藏與數位學習聯合目錄